# Mr. Crowley
«Mr. Crowley» — песня, написанная Оззи Осборном, Рэнди Роадсом и Бобом Дейсли. Один из двух синглов Оззи Осборна (наряду с «Crazy Train»), выпущенных до выхода его дебютного, после ухода из Black Sabbath, альбома Blizzard of Ozz. Позднее песня вошла в этот альбом, а также в сборники Best of Ozz, The Ozzman Cometh, The Essential Ozzy Osbourne и Prince of Darkness. Также, концертная версия песни в 2011 году вошла в юбилейное издание альбома Diary of a Madman.

## О песне
Текст песни был написан Оззи Осборном, под влиянием от прочитанных им книг об Алистере Кроули, английском оккультисте и основателе учения телемы. В песне исполнитель обращается к нему, в частности спрашивает, говорил ли он с мёртвыми (Mr. Crowley, did you talk to the dead).
Песня начинается с соло на клавишных (орган), исполняемого Доном Эйри. Позднее, когда он вошёл в состав Deep Purple, он продолжал исполнять это соло, заменяя им клавишные соло в других песнях. Гитарное соло, исполняемое Рэнди Роадсом после второго куплета, является одним из известнейших соло в рок-музыке. Оно заняло 28-е место в рейтинге лучших гитарных соло по опросам читателей журнала Guitar World и первое место в списке лучших метал-соло по версии журнала DigitalDreamDoor.
Песня заняла 23-е место в списке лучших метал-песен всех времен, по версии читателей, в опросе проводимом компанией-производителем гитар Gibson и 51-е место в аналогичном списке, по версии журнала DigitalDreamDoor. Также композиция вошла в саундтрек к играм Brütal Legend и Guitar Hero World Tour.

## Кавер-версии
- португальская готик-метал-группа Moonspell записала кавер на песню, вошедший (в качестве бонус-трека) в альбом Darkness and Hope.
- английская блэк-метал-группа Cradle of Filth исполнила кавер-версию песни, вошедшую в переизданную версию альбома Nymphetamine.
- кавер-версию песни исполнили Тим Оуэнс и Ингви Мальмстин. Она была записана для трибьют-альбома Оззи Осборна Bat Head Soup: A Tribute to Ozzy

## Состав
- Оззи Осборн — вокал
- Рэнди Роадс — соло-гитара
- Боб Дейсли — бас-гитара
- Ли Керслейк — ударные
- Дон Эйри — клавишные